# 平成筑豊鉄道100形気動車

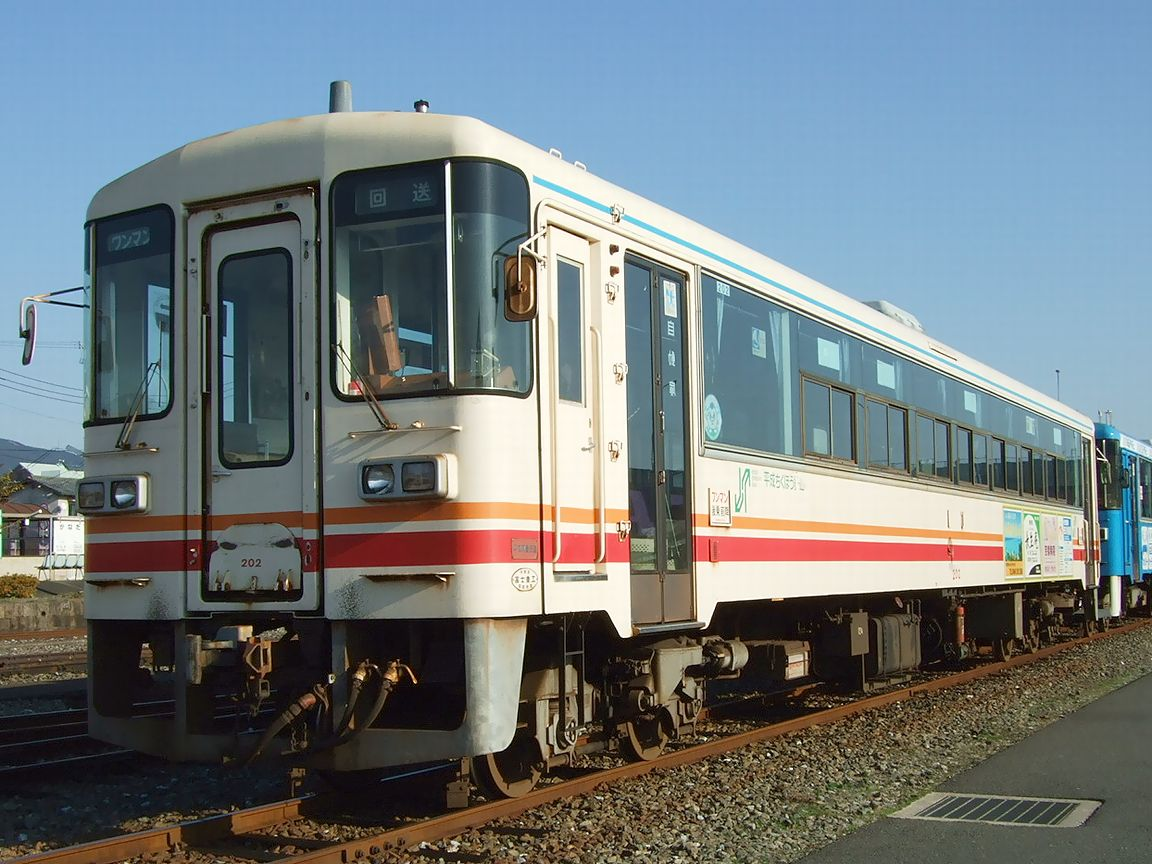
200形 202

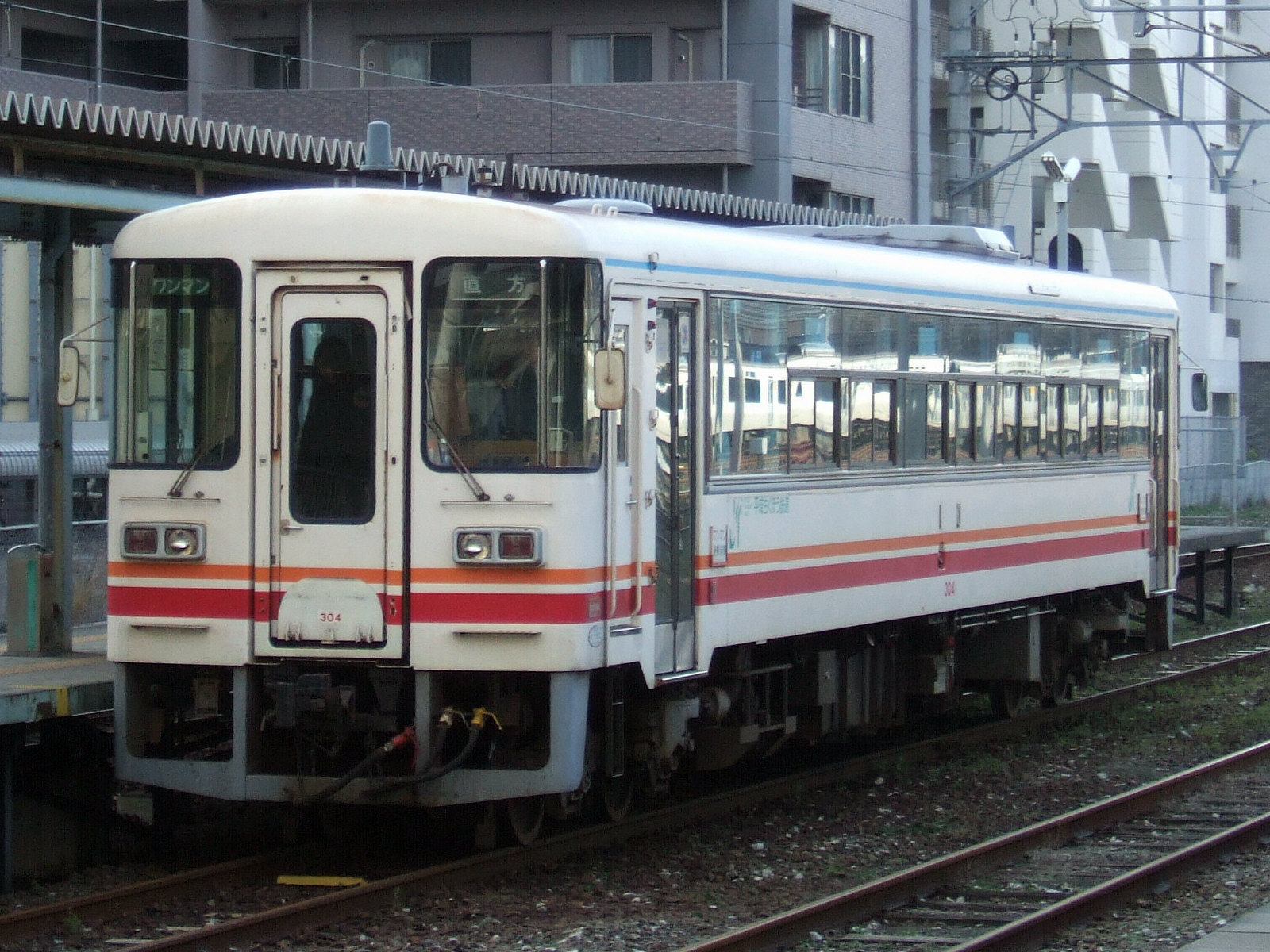
300形 304

平成筑豊鉄道100形気動車（へいせいちくほうてつどう100がたきどうしゃ）は、平成筑豊鉄道が1989年（平成元年）10月1日の開業にあわせて製造した鉄道車両（気動車）である。
本記事では、ほぼ同形の200形気動車、300形気動車についても記述する。

## 概要
九州旅客鉄道の田川線・糸田線・伊田線が第三セクターの平成筑豊鉄道に転換されるのを前に、富士重工業により100形9両（101 - 109）、200形3両（201 - 203）、300形4両（301 - 304）の計16両が製造された。
いずれも富士重工業が第三セクター鉄道向けに製造していたLE-DCと呼ばれるタイプの車両で、100形は車体長さ16mで車内はセミクロスシート、200形は車体長さ18mで車内はセミクロスシート、300形は車体長さ18mで車内はロングシートとなっている。
各形式ともワンマン運転に対応した構造である。

## 構造

### 車体
普通鋼製車体で、前面形状は本形式以前の1988年に導入されたのと鉄道NT100形に類似しており、前面には貫通扉を設け、前面窓は側面まで回りこんだパノラミックウインドウで、左側窓上にはワンマン運転表示灯を、右側窓上には方向幕を設置している。のと鉄道NT100形と比べ、貫通扉の窓の上下寸法が拡大されている。また前照灯は両側前面窓下部のみに設けている。側面は両端部に折り戸の出入口扉を設け、側窓は出入口脇の1枚が固定式であるほかは上段固定下段引き違いとしているなど、バス車体の特徴も見られる。
200形、300形はLE-DC初の18m車体となっている。
いずれも車体塗装はクリーム色地で、側面上部（幕板）に水色の帯、前面・側面腰板部にオレンジ色・赤色の帯を配している。一部の車両はラッピングが施工されていた。

### 車内

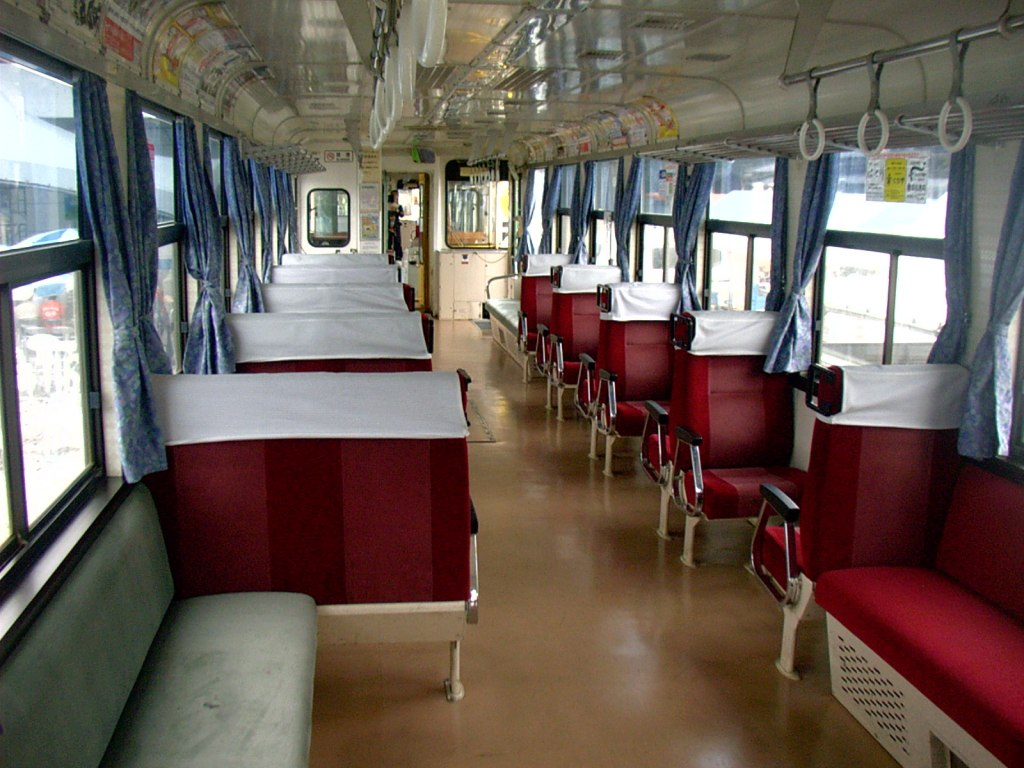
平成筑豊鉄道100形　車内

100形、200形は扉寄りの部分をロングシートとし、中央部は一方に二人掛けの、他方に一人掛けの座席を向かい合わせに配置した固定クロスシート（ボックスシート）となっている。300形は全席ロングシートである。全車とも車内にトイレは設置されていない。
ワンマン運転に対応する。
冷暖房装置として、機関直結方式の冷房装置と、温水温風ファン方式の暖房装置を備えている。

## 運用
各形式とも伊田線、糸田線、田川線で運用されていた。近年の運行本数削減による運用減と新形式400形、500形への置き換えにより2007年から廃車が始まり、2007年3月に105・107・302が、2008年2月に104・108・201が、2008年度に103・202・301が、2009年度に101・102・106・109・203が廃車となり、残った303・304も2010年12月18日をもって運転を終了し同年度内に廃車となった。2011年1月22日に101・303がミャンマーに譲渡された。また、304は金田駅構内で動態保存され、運転体験に使用されるほか、2011年2月1日からは催事会場として一般開放されている。